# Booza

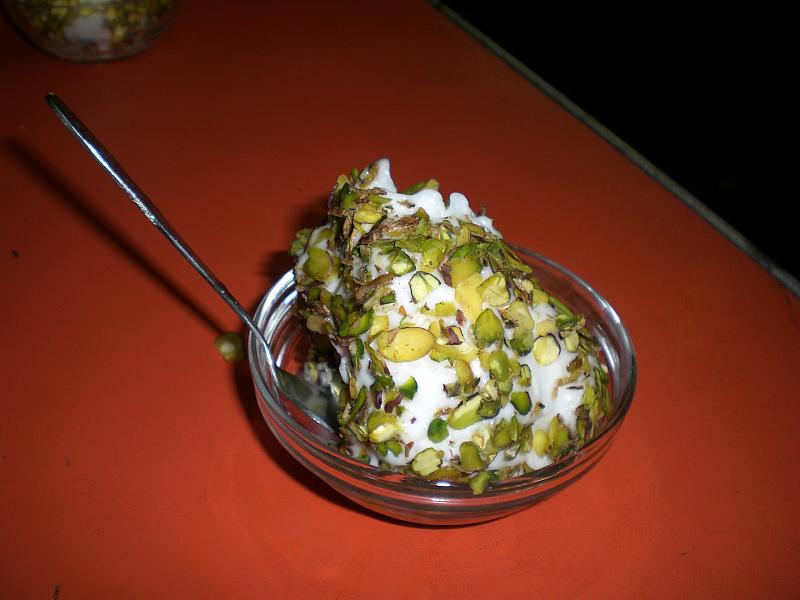
Booza được phục vụ tại tiệm kem Bakdash ở Damascus.

Booza (tiếng Ả Rập: بُوظَة, đã Latinh hoá: Būẓah, n.đ. 'kem lạnh') là món tráng miệng từ sữa đông lạnh vùng Đông Địa Trung Hải được làm bằng nhũ hương và sahlab (bột hoa lan), tạo cho nó kết cấu dai và co giãn đặc biệt—giống như dondurma. Theo truyền thống, người ta chế biến món này thông qua quá trình nghiền nát và căng ra trong thùng đông lạnh, thay vì phương pháp khuấy thông thường được sử dụng trong các loại kem khác.
Ở Al-Hamidiyah Souq thuộc khu Thành cổ Damascus, có một cửa hàng kem tên là Bakdash nổi tiếng khắp thế giới Ả Rập với món kem dẻo và dai. Đây còn là một điểm tham quan nổi tiếng thu hút ًđông đảo khách du lịch.
Nhóm anh chị em (Jilbert El-Zmetr và Tedy Altree-Williams) là người đi tiên phong khi tạo ra phiên bản booza đóng gói đầu tiên ở Úc vào năm 2011. Sử dụng các nguyên liệu địa phương cùng với sahlab và nhũ hương (từ đảo Chios, Hy Lạp), họ đã tạo thành dạng booza truyền thống và ًđược áp dụng theo hình thức mang về nhà dành cho người tiêu dùng. Năm 2018, Tamer Rabbani và Michael Sadler đã khai trương cửa hàng chuyên bán booza mang tên Republic of Booza ở Williamsburg, Brooklyn, Mỹ.